# محبة (مسيحية)
المحبة في المسيحية، وتعرف باسمها اللاتيني: أغابي هي كلمة كوينه من الكلمات اليونانية التي تُرجمت إلى الإنجليزية بمعنى المحبة، وهي الكلمة التي أصبحت تستخدم بكثرة في اللاهوت المسيحي بمعنى محبة الله أو المسيح للبشرية. وفي العهد الجديد، تشير هذه الكلمة إلى محبة الله (العهد) للبشر، وكذلك الحب الإنساني المتبادل مع الله؛ ويمتد هذه المصطلح بالضرورة ليشمل محبة الرجل لزميله. وقد يعتقد الكثيرون أن هذه الكلمة تمثل الإلهية والتضحية المطلقة في سبيل الآخرين والنشاط والحب الاختياري المدروس.
وبالرغم من أن الكلمة ليس لها دلالات دينية محددة، فقد استُخدمت الكلمة من قبل مجموعة متنوعة من المصادر المعاصرة والقديمة، بما فيها كُتاب الكتاب المقدس والكُتاب المسيحيون. وقد استخدم الفلاسفة اليونانيون في عصر أفلاطون وغيره من الكتاب القدماء أشكالاً من هذه الكلمة للدلالة على محبة الزوج أو الأسرة، أو التعلق بنشاط معين، مقارنة مع كلمة فيليا (وهي العاطفة التي يمكن أن تدل على الصداقة أو الأخوة أو التعلق غير الجنسي عمومًا) وكلمة إيروس، وهي العاطفة ذات الطابع الجنسي. وقد عرف توماس جاي أورد كلمة أغابي بأنها «استجابة متعمدة لتشجيع السعادة عند الاستجابة للكلمات التي تسبب الحزن.»

## المسيحية

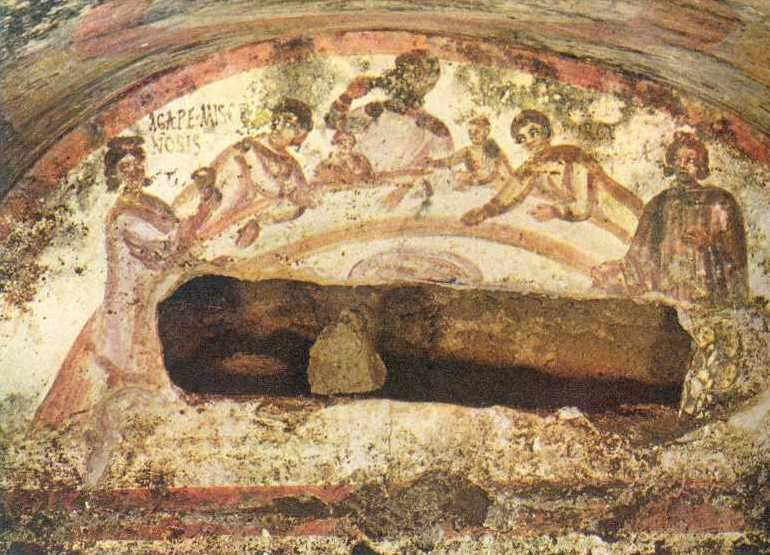
تصوير جصي لشخصية أنثى تحمل كأسًا في عيد أغابي في أوائل المسيحية. سرداب الموتى للقديسين مارسيلاينس وبيتر، طريق لابيكانا، روما

وصف صحفي من مجلة تايم آية يوحنا 3:16 بأنها «واحدة من آيات الكتاب المقدس الأكثر شهرة والمعروفة جيدًا. وكان يتم تسميتها» الإنجيل باختصار«لأنها تعتبر ملخصًا للمذاهب المركزية للمسيحية.» والفعل المترجم بمعنى «أحب» في هذه الآية هو ἠγάπησεν)agapasen) من كلمة agapao.
ويستخدم الكتاب المسيحيون اللاحقون كلمة أغابي على نطاق أوسع باعتبارها الكلمة التي تدل بالتحديد على الحب «المسيحي» أو«المحبة» أو حتى محبة الله نفسه (ὁ θεὸς ἀγάπη ἐστίν, «الله محبة»).
نادرًا ما يُستخدم المصطلح أغابي في المخطوطات القديمة، ولكنه كان يُستخدم من قبل المسيحيين الأوائل للإشارة إلى حب التضحية بالنفس من الله للبشرية، والتي يتعهد بتبادل المحبة وممارستها تجاه الله وبين بعضهم البعض (انظر أيضًا كينوسيس). عندما قال «الله محبة» استخدم العهد الجديد اليوناني كلمة أغابي لوصف محبة الله.
قام العديد من الكتاب المسيحيين بشرح كلمة أغابي في السياق المسيحي تحديدًا، فقد استخدم سي إس لويس، في كتابه المحبات الأربع (The Four Loves) كلمة أغابي لوصف ما يعتقد أنه أعلى مستوى من الحب عرفته الإنسانية - الحب الإيثاري، وهو الحب يتعهد بقوة بإسعاد الآخر.
يأتي استخدام المسيحية لمصطلح أغابي تقريبًا مباشرة من حسابات الإنجيل الكنسي لتعاليم يسوع. وسأله واحد منهم ما الوصية العظم، «قال له يسوع، أحب الرب إلهك بكل قلبك وكل نفسك وكل عقلك. هذه هي الوصية العظمى الأولى. وهناك ثانية مثلها، وهي أن تحب قريبك كنفسك. بهاتين الوصيتين تتعلق الشريعة وكتب والأنبياء.» وفي اليهودية، الأولى («...أحب إلهك...»)، هي جزء من شيما.
وفي نسخة الملك جيمس من العهد الجديد، تتم ترجمة كلمة أغابي إلى «المحبة» [في بعض المواضع] التي بها دلالة معاصرة من العطاء لتلبية احتياجات من هم أقل حظًا.
في العظة على الجبل، قال يسوع:
وصف الكتاب المسيحيون كلمة أغابي بشكل عام كشكل من أشكال الحب غير المشروط والاختياري على حد سواء. ويُبدي ترتليان، في دفاعه عن المسيحيين في القرن الثاني، رأيه حول كيف جذبت المحبة المسيحية انتباه الوثنية: "ما يميزنا في عيون أعدائنا هو تعاطفنا المحب. فيقولون "انظر فقط، انظر كيف يحبون بعضهم البعض" (الدفاع 39).
ومع ذلك، يحذر أوليفر تشيش كويك الأنجليكاني اللاهوتي من أن كلمة أغابي في التجربة الإنسانية هي «إدراك جزئي وبدائي جدًا» وأنها «في شكلها النقي كلمة إلهية أساسًا.» ويشير كويك إلى أن،
في العهد الجديد، غالبًا ما تُستخدم كلمة أغابي لوصف محبة الله. ومع ذلك، تُستخدم أشكال أخرى من كلمة أغابي (مثل agapao) في بعض الأحيان بمعنى سلبي، وفيما يلي مثل هذه الأمثلة:
- «...لأن ديماس، إذ أحب [agapao] الحياة الحاضرة...».
- «مفضلين [agapao] المجد الآتي من الناس على المجد الآتي من الله.»
- "وهذا هو الحكم، إن النور قد جاء إلى العالم، ولكن الناس أحبوا [agapao] الظلمة أكثر من النور، لأن أعمالهم كانت شريرة.

وفي هذه الحالات، يتمثل المعنى في الغرض من كلمة أغابي الحب في أنها شكل من أشكال المحبوب، مع أخذ مكانة أنها ينبغي أن تكون خاصة بالله.

### وجبة
تُستخدم كلمة أغابي في صيغة الجمع في العهد الجديد لوصف وجبة أو وليمة يأكلها المسيحيون، كما في رسالة يهوذا 1:12 ورسالة بطرس الثانية 2:13.

## وصلات خارجية
- "Agape" in Jewish Sources